# ليفينهوكيلة
الليفينهوكيلة (الاسم العلمي: Leeuwenhoekiella) هي جنس من البكتيريا تتبع فصيلة نظيرات الصيفرية من رتبة الصيفريات. سمي ها الجنس تكريما للباحث والعالم الهولندي أنطوني فان ليفينهوك مخترع أول مجهر ضوئي بسيط.

## أنواع الليفينهوكيلة
- ليفينهوكيلة بحرية
- ليفينهوكيلة بلاندية
- ليفينهوكيلة بحرية صفراء
- ليفينهوكيلة باليثوية